# ساراسوتا اسپرینگز (فلوریدا)
ساراسوتا اسپرینگز (به انگلیسی: Sarasota Springs) یک منطقهٔ مسکونی در ایالات متحده آمریکا است که در شهرستان ساراسوتا، فلوریدا واقع شده‌است. ساراسوتا اسپرینگز ۹٫۴ کیلومتر مربع مساحت و ۱۴٬۳۹۵ نفر جمعیت دارد و ۷ متر بالاتر از سطح دریا قرار دارد.